# Hydraena lucernae
Hydraena lucernae är en skalbaggsart som beskrevs av Peter Zwick 1977. Hydraena lucernae ingår i släktet Hydraena och familjen vattenbrynsbaggar. Inga underarter finns listade i Catalogue of Life.